# Una furtiva lagrima
Una furtiva lagrima (hrv. Jedna suza skrivena) je popularna romanca Nemorina iz drugoga čina opere Ljubavni napitak Gaetana Donizettija. Tu ljubavnu ariju Nemorino pjeva kada dozna da ljubavni napitak koji je donio Adini, izabranici srca svoga, doista djeluje.
Nemorino je jako zaljubljen u Adinu, ali ta djevojka o kojoj sanja, ne mari za ljubav naivnoga seoskog momka. Da bi osvojio njeno srce, Nemorino za čarobni ljubavni napitak žrtvuje svoj jedini dukat. A taj napitak zapravo je najobičnije crveno vino, koje naivnim kupcima prodaje nadriliječnik Dulcamara. Naposljetku će se Adela ipak udati za Nemorina, a Dulcamara slavodobitno slaviti učinkovitost svoga "ljubavnog napitka".

## Vanjske poveznice
- The Aria Database: »Una furtiva lagrima«  Arhivirana inačica izvorne stranice od 27. rujna 2011. (Wayback Machine)
- William and Gayle Cook Music Library: Partitura i libreto opere »Ljubavni napitak«